# Fairview, West Virginia
Fairview är en ort i Marion County i delstaten West Virginia, USA.